# Xã Erwin, Michigan
Xã Erwin (tiếng Anh: Erwin Township) là một xã thuộc quận Gogebic, tiểu bang Michigan, Hoa Kỳ. Năm 2010, dân số của xã này là 326 người.